# Соединённые Штаты Америки против «Элкомсофта»

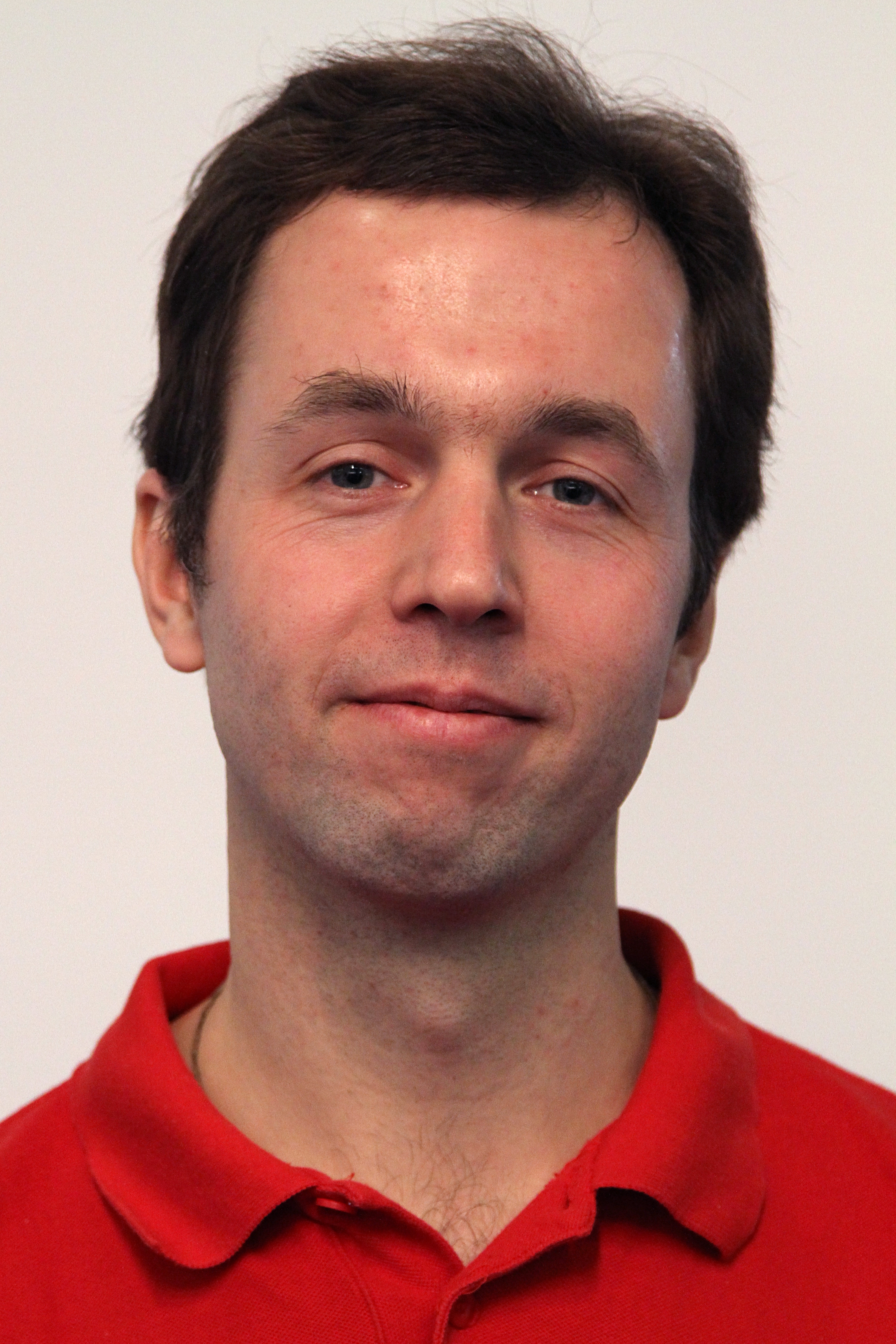
Дмитрий Скляров в 2010 году

Соединённые Штаты Америки против «Элкомсофт» — уголовный судебный процесс в 2001 году о нарушении Digital Millennium Copyright Act (DMCA) компанией «Элкомсофт» и её сотрудником, российским программистом Дмитрием Скляровым.
Работая в «Элкомсофт», Дмитрий Скляров создал программу Advanced eBook Processor (AEBPR), позволявшую снять защитную кодировку с файлов Adobe Acrobat PDF и Adobe Acrobat eBook Reader, то есть конвертировать файл книги в PDF без фактического взлома. Сразу же после выхода программы в продажу на сайте «Элкомсофт» корпорация Adobe обратилась к ней с требованием снять AEBPR с продажи, по жалобе Adobe провайдер отключил сайт «Элкомсофт». Последняя перенесла сайт на новый домен, сняла с продажи AEBPR и выложила её в открытый доступ.
Дмитрий Скляров выступил с докладом о уязвимостях Adobe Acrobat eBook Reader и представил Advanced eBook Processor на ежегодной хакерской конференции DEFCON-9 в Лас-Вегасе. Наутро после выступления он был задержан сотрудниками ФБР по наводке антипиратского подразделения Adobe. Ему и компании «Элкомсофт» были предъявлены обвинения в нарушении недавно принятого американского закона о защите интеллектуальной собственности Digital Millennium Copyright Act.
Скляров провёл месяц в американских тюрьмах, был выпущен под залог после того, как в его защиту развернулась масштабная кампания, возглавленная Electronic Frontier Foundation (EFF). Оценив репутационные риски, в конце июля 2001 Adobe отозвала заявление против Склярова, однако место обвинителя заняло Министерство юстиции США. В декабре 2001 года обвинения против него были сняты, ему разрешили вернуться в Россию при условии, что в апреле 2002-го он приедет в США и даст показания в суде.
Компания «Элкомсофт» была оправдана судом присяжных 25 декабря 2002 года.

## История процесса

### Релиз AEBPR и претензии Adobe
В январе 2001 года корпорация Adobe выпустила программу Adobe Acrobat e-Book Reader, она стала доступна для бесплатного скачивания и предназначалась для чтения книг, купленных в крупнейшем онлайн книжном магазине BarnesandNoble. DRM-система программы позволяла издателю контролировать возможность пользовательского приложения отправлять книгу другим пользователям, частично или полностью печатать, активировать или нет функцию «чтение вслух» для слабовидящих клиентов. Эти опции работали только на устройствах, подключённых к Интернету.
23 июня 2001 года российская фирма «Элкомсофт» выложила в продажу на своём веб-сайте программу Advanced eBook Processor (AEBPR), которая обходила DRM защиту eBook от незаконного копирования и конвертировала файл книги в PDF, без фактического взлома. Программа позиционировалась как легальная, работающая с файлами, которые законно принадлежат покупателю, и позволяют ему пользоваться своими файлами на большем диапазоне устройств, а также переводить, например, в озвучание для слепых и слабовидящих пользователей. В России на тот момент действовал закон, согласно которому любой человек имел право сделать одну резервную копию легально приобретенной продукции, не сообщая об этом правообладателю.
Три дня после релиза AEBPR, антипиратское подразделение Adobe прислала «Элкомсофт» письмо с обвинением в нарушении авторских прав, уверяя, что единственным применением их программы станет пиратство, и требуя убрать программу из Интернета в течение пяти суток. В связи с её выходом с 26 по 27 июня был закрыт онлайн-магазин Barnes & Noble.com, пока Adobe не выпустила новую версию защиты eBook; Amazon.com не закрывался и провёл обновление защиты 29 июня.
Уже 27 июня по просьбе Adobe хостинг-провайдер Verio Inc. отключил сайт «Элкомсофт». Спустя ещё два дня платёжная система RegNow перестала принимать платежи. «Элкомсофт» перенёс сайт на другой хостинг и выложил программу в бесплатный доступ, прекратив продажи. Генеральный директор «Элкомсофт» Александр Каталов обвинил Adobe в безответственном выпуске нестойкой к взлому программы и высказал уверенность, что сможет сломать её «максимум за полчаса», заявив также, что ещё до релиза компания направляла в Adobe письмо с указанием слабостей в системе защиты DMR.
26 июня 2001 года к офицеру ФБР Дэвиду О’Коннеллу обратился представитель Adobe Кевин Натансон, сообщивший о распространении компанией «Элкомсофт» незаконной программы. Том Диас, старший менеджер Adobe, подтвердил, что AEBPR снимает защиту с PDF. Представитель антипиратского подразделения Adobe Дэрил Спано сообщил О’Коннеллу, что сотрудник «Элкомсофта» Скляров будет вскоре выступать в Неваде на конференции.

### Арест и общественная реакция
15 июля 2001 года Скляров и его коллега Андрей Малышев выступили с докладом «eBook’s Security — Theory and Practice» на DEFCON-9. Они представили AEBPR и рассказали об уязвимостях защиты форматов eBook и PDF, выпущенных Adobe. Незадолго до этого Скляров публиковал этот же доклад как часть предзащиты своей диссертации.
Утром 16 июля на выходе из гостиницы Склярова и Малышева задержали агенты ФБР. Этот арест стал первым в истории задержанием докладчиков DEF CON , а также первым в истории по новому закону Digital Millennium Copyright Act (DMCA). Андрея Малышева отпустили вскоре после задержания. Склярова заподозрили в нарушении Digital Millennium Copyright Act (DMCA) — американского закона о защите интеллектуальной собственности, в том числе в незаконном обороте материалов, защищённых авторским правом, а также пособничестве в этом своему работодателю. Согласно законам США программа снимала защиту с файлов, чего было достаточно для ареста Склярова.
Дмитрий Скляров провёл месяц в тюрьме — сначала в Неваде, затем был переведён в Федеральную пересыльную тюрьму в Оклахоме, а из неё — в Сан-Хосе.
Как заявил менеджер «Элкомфоста», вскоре после появления новостей об аресте Склярова посещаемость сайта компании выросла в три раза. «Элкомфост» также призывал покупать одну из разработок Склярова — Advanced PDF Password Recovery — чтобы «помочь ему выйти из тюрьмы».
Арест Склярова вызвал широкий общественный резонанс. Склярова поддержала организация Electronic Frontier Foundation (EFF): уже на следующий день после ареста они опубликовали совместное заявление с требованием освободить программиста, открыли сайт free-dmitry.org и стали собирать подписи и пожертвования на залог. Уже 19 июля акция в поддержку Склярова прошла у штаб-квартиры Adobe в Калифорнии. Марши в его поддержку также прошли у стен американского посольства в Лондоне и Эдинбурге, в сети Интернет стали набирать силу призывы бойкотировать продукцию Adobe. Как отметил менеджер по маркетингу «Элкомсофта» Дмитрий Харченко, арестовать Склярова с обвинением в нарушении американского DMCA было «всё равно что арестовать прибывшего в Россию арабского шейха за многоженство».
Дело против Склярова и «Элкомсофт» стало первым в истории случаем обвинения по Digital Millennium Copyright Act. Публичные выступления в поддержку Склярова привели к тому, что уже 23 июля 2001-го на встрече с представителями EFF вице-президент Adobe Коллин Пулиот заявил, что компания не поддерживает арест программиста и призывает власти освободить его. 6 августа 2001 года Склярова выпустили под залог в 50 тыс. долларов США, запретив покидать территорию штата. Компания Adobe отозвала свой иск против Склярова, однако продолжила дело против «Элкомсофт». Сторону обвинения против Склярова заняло Министерство юстиции США.

### Ход разбирательства
28 августа 2001 года Склярову и «Элкомсофт» было предъявлено обвинение по пяти пунктам нарушения Digital Millennium Copyright Act (DMCA). Склярову вменялось нарушение закона об авторском праве, а также пособничество и соучастие в преступлении. В случае проигрыша в суде, программисту грозило до 25 лет тюрьмы и штраф в 2,250 млн долларов США, а компании «Элкомсофт» — штраф 2,25 млн долларов США.
Адвокаты ответчика строили защиту на том, что AEBPR позволяла клиентам воспользоваться их легальным правом на использование уже купленного контента. Использовался также аргумент, что закон DMCA не определяет инструментов, которые он запрещает, его формулировки были размывчаты и в отдельных положениях прямо противоречили Первой поправке к конституции, гарантирующей свободу слова.
В декабре 2001-го правительство США согласилось снять все обвинения, выдвинутые против Склярова, при условии, что он даст показания на судебном процессе по делу его компании. 13 декабря 2001 года Склярову разрешили вернуться в Россию, под обязательство приехать в США в апреле 2002 года, чтобы выступить в суде.
В ходе разбирательств сторона защиты пыталась добиться отмены обвинения как неконституционного, однако это обращение было отклонено судом.
На суде Скляров выступал на стороне защиты и упомянул, что его работодатель при продаже AEBPR разместил дисклеймер, напоминая, что её использование возможно только для легально купленного контента, а стоимость программы в $100 не могла сделать её доступной для хакеров.
17 декабря 2002 года, после двухнедельного судебного разбирательства в Сан-Хосе, Калифорния, федеральный суд присяжных признал «Элкомсофт» невиновной по всем пунктам обвинения.

## Вклад в судебную практику
Дело стало первым случаем уголовного преследования в связи с нарушением Digital Millennium Copyright Act. Волна общественного возмущения в связи с арестом Склярова привела к значительному репутационному ущербу компании Adobe, которая попыталась на ранней стадии выйти из разбирательства. Дело послужило солидизации активистов за цифровые права, укреплению позиции борцов за цифровую свободу .
Случай также неординарен тем, что дело касалось индивидуального преследования гражданина другого государства за деятельность, полностью законную в его стране (России), причинения ему моральных страданий без возмещения ему морального ущерба в США.